# Nova Buda, Borodeanka
Nova Buda (în ucraineană Нова Буда) este un sat în comuna Zahalți din raionul Borodeanka, regiunea Kiev, Ucraina.

## Demografie
Componența lingvistică a localității Nova Buda
     Ucraineană (95,76%)
     Rusă (4%)
     Alte limbi (0,24%)
Conform recensământului din 2001, majoritatea populației localității Nova Buda era vorbitoare de ucraineană (95,76%), existând în minoritate și vorbitori de rusă (4%).